# Читиашвили, Годердзи Георгиевич
Годердзи Георгиевич Читиашвили (Читашвили) (груз. გოდერძი გიორგის ძე ჩიტიაშვილი; род. 15 августа 1931) — советский борец классического стиля, чемпион (1952) и бронзовый призёр (1956, 1959) чемпионатов СССР, мастер спорта СССР (1953). Увлёкся борьбой в 1945 году. Выступал в весовой категории до 57 кг. Тренировался под руководством Г. И. Вардзелашвили. Участвовал в девяти чемпионатах СССР.

## Спортивные результаты
- Чемпионат СССР по классической борьбе 1952 года — ;
- Классическая борьба на летней Спартакиаде народов СССР 1956 года — ;
- Классическая борьба на летней Спартакиаде народов СССР 1959 года — ;